# Cyclophora nubicolor
Cyclophora nubicolor là một loài bướm đêm trong họ Geometridae.